# Marianne Wallach-Faller
Marianne Wallach-Faller (geboren am 29. September 1942 in Zürich; gestorben am 12. Januar 1997 ebenda; heimatberechtigt in Unterengstringen) war eine Schweizer Mediävistin und Feministin. Ihre Vorträge zur Stellung der Frau im Judentum und zur jüdisch-feministischen Theologie fanden grössere Beachtung.

## Leben und Wirken
Marianne Wallach-Faller war die Tochter des Kaufmanns Erich Faller und der Madeleine geborene Lévy. Sie heiratete 1969 Alfred Wallach. Ihr Studium der Germanistik und Romanistik absolvierte sie von 1962 bis 1969 an den Universitäten Zürich und Aix-en-Provence.
Wallach-Faller wurde 1977 mit einer Dissertation zu einem alemannischen Psalter promoviert. Gefördert vom Nationalfonds arbeitete sie von 1979 bis 1983 an einer Studie zu Person und Werk des mittelhochdeutschen Bibelübersetzers Marchwart Biberli. Als wissenschaftliche Mitarbeiterin war sie ab 1991 am Institut für Schweizerische Reformationsgeschichte der Universität Zürich tätig.
Ab 1984 engagierte sich Wallach-Faller im innerjüdischen und jüdisch-christlichen Dialog. Sie hielt Vorträge zur jüdisch-feministischen Theologie, die in Deutschland und der Schweiz grössere Beachtung fanden. Wallach-Faller nahm orthodoxe jüdische Traditionen auf und brachte sie mit feministischen Fragestellungen ins Gespräch. Sie hatte 1983 den Wechsel von der Israelitischen Cultusgemeinde zur liberalen Gemeinde Or Chadasch in Zürich vollzogen. Eine Auswahl ihrer Aufsätze wurde postum veröffentlicht. Die Gosteli-Stiftung verwahrt ihren Nachlass.

## Schriften
- Ein alemannischer Psalter aus dem 14. Jahrhundert. Hs. A. IV. 44 der Universitätsbibliothek Basel, Bl. 61–178. Freiburg Schweiz 1981, ISBN 978-3-7278-0238-6.
- Doris Brodbeck, Yvonne Domhardt (Hrsg.): Die Frau im Tallit. Judentum feministisch gelesen: Chronos, Zürich 2000, ISBN 978-3-905313-65-9.

## Belege
1. 1 2 3  Doris Brodbeck: Marianne Wallach-Faller. In: Historisches Lexikon der Schweiz.  19. Dezember 2012.
2. ↑  hagalil.com: Ein jüdisch-feministischer Midrasch zu den Jamim Noraim. Für eine Versöhnung mit Lilith. Abgerufen am 1. Juni 2024.

| Personendaten    | Personendaten                        |
| ---------------- | ------------------------------------ |
| NAME             | Wallach-Faller, Marianne             |
| ALTERNATIVNAMEN  | Faller, Marianne (Geburtsname)       |
| KURZBESCHREIBUNG | Schweizer Mediävistin und Feministin |
| GEBURTSDATUM     | 29. September 1942                   |
| GEBURTSORT       | Zürich, Schweiz                      |
| STERBEDATUM      | 12. Januar 1997                      |
| STERBEORT        | Zürich, Schweiz                      |